# Gibbon (rivière)
La rivière Gibbon (en anglais : Gibbon River) est une rivière située dans le parc national de Yellowstone au Wyoming, aux États-Unis. Elle est un affluent de la rivière Madison, elle-même un affluent du Missouri.

## Description
La rivière Gibbon prend sa source au niveau du lac Grebe dans le comté de Park. Au bout de 2 km vers l'ouest, elle rejoint le lac Wolf. Elle traverse ensuite les cascades Virginia pour rejoindre la vallée de Norris. Elle coule près du Norris Geyser Basin et à travers le Gibbon Geyser Basin, avant de passer à travers le canyon de la rivière Gibbon et terminer sa course en rejoignant la rivière Firehole pour créer la rivière Madison.

## Histoire
Les premières cartes de la région lui donnaient les noms Gibbons Fork ou East Fork of the Madison River (littéralement « embranchement est de la rivière Madison »).
La rivière Gibbon, de même que ses chutes, portent le nom du colonel John Gibbon de l'armée américaine, qui a participé au Hayden Geological Survey de Yellowstone de 1872.